# 山科薫
山科 薫（やましな かおる、本名：山梨 貢、1957年7月14日 - ）は、日本の俳優、ピンク映画監督、AV監督、小説家。風組日本党評議委員。東京都生まれ。武蔵大学経済学部卒業。早稲田実業時代は野球漬けの日々を送る。
田中角栄の甥と紹介されることが多いが、実際は角栄の愛人辻和子の兄の息子にあたるため、親族、血縁、どちらの関係でも甥ではない。
野球の道を怪我で断念したのち、演劇の世界にのめり込む。ヒーローショーの怪人役などを経て日活ロマンポルノへ出演。父親にはそのことをよく思われず、田中角栄にも面会させられたが、手に職を付けるのはよいことと逆に賛辞を受けたという。ダイヤモンド映像の村西とおるのもとで、AV監督をした際、光源氏監督と名づけられ、公家の衣装で撮影に臨んだ。この時担当した女優に卑弥呼がいる。
以降、俳優、作家、ナレーターとして活動。

## 著作
- 「電脳クエスト」
- 「女弁護士悩乱」
- 「愛欲の日本史裏絵巻」

など

## 出演

### 映画
- レイプゾンビ LUST OF THE DEAD（2012年3月3日、アルバトロス）
- 痴漢ドロ（1982年11月公開：東活映画・主演）
- おねだり、たちまち、どスケベ三昧（2019年12月20日、オーピー映画）‐ 岡野武男 役[4]
- 性鬼人間第三号 〜異次元の快楽〜（2020年12月4日、オーピー映画）‐ 闇金業者 役

### オリジナルビデオ
- 本当はエロい日本の裏伝奇 泡姫陰陽師（2012年7月4日、クロックワークス） - 安倍晴明 役